# روبرت ليبمان
روبرت ليبمان هو مهندس معماري وسياسي كندي، ولد في 8 نوفمبر 1960 في مونتريال في كندا. نشط حزبياً في حزب المساواة ‏. وقد انتخب عمدة وانتخب عضو الجمعية الوطنية في كيبك ‏.